# Jefea lantanifolia
Jefea lantanifolia là một loài thực vật có hoa trong họ Cúc. Loài này được (Schauer) Strother mô tả khoa học đầu tiên năm 1991.